# The Dells
The Dells is een voormalige Amerikaanse r&b-zanggroep die enkele decennia actief bleef.

## Bezetting
Oprichters:
- Marvin Junior (bariton)
- Johnny Funches (tenor) (tot 1960)
- Verne Allison (tenor)
- Lucius McGill (tenor) (tot 1953)
- Mickey McGill (bariton)
- Chuck Barksdale (bas)

Latere bezetting:
- Marvin Junior (bariton)
- Johnny Carter (tenor) (vanaf 1960)
- Verne Allison (tenor)
- Mickey McGill (bariton)
- Chuck Barksdale (bas)

## Geschiedenis
De groep werd opgericht in 1953 in Harvey (Chicago). De zes oprichters zaten allemaal op dezelfde school in Harvey en besloten samen om een groep te formeren, die zich vooreerst The El-Rays noemde. Nog in hetzelfde jaar namen ze hun eerste single Darling I Know op bij Checker Records, een sublabel van Chess Records. De single flopte en iets later verliet Lucius McGill de groep, die daarna werd hernoemd naar The Dells.
In 1955 tekende de groep een contract bij Vee-Jay Records en publiceerden daar de ballade Dreams of Contentment, die een mini-r&b-hit werd. Oh What a Nite, tegenwoordig een klassieker, bereikte in 1956 zelfs de 4e plaats in de r&b-hitlijst, maar de groep kon het succes van de song vooreerst niet meer evenaren. In 1958 gebeurde er op weg naar een optreden in Philadelphia een auto-ongeval. Juniors strottenhoofd raakte daarbij gewond, zodat hij zijn stem enigszins moest aanpassen en McGill verloor bijna een been. The Dells besloten derhalve tot een korte onderbreking. Barksdale werd tijdelijk lid van The Moonglows.
In 1960 maakten The Dells hun comeback als begeleidingsgroep tijdens een tournee van Dinah Washington. Funches besloot om zich terug te trekken om zich te wijden aan zijn familie. Hij werd vervangen door Johnny Carter. De groep toerde twee jaar lang met Washington en werkte daarnaast samen met Kirk Stewart. Uiteindelijk tekenden The Dells bij Argo Records, een verder sublabel van Chess Records, waar ze vier jazz-georiënteerde singles publiceerden, die allen flopten. In 1964 keerden ze weer terug naar Vee-Jay Records en hadden in 1965 een top 30-hit met Stay in my Corner. Toen Vee-Jay Records in 1966 failliet ging, wisselde de groep naar Cadet Records, ook een sublabel van Chess Records. Thinking About You en Run For Cover werden ondanks alles plaatselijke hits. Bovendien werden The Dells de begeleidingsgroep van Ray Charles.
Toen Cadet Records in 1967 Bobby Miller (producent) en Charles Stepney (arrangeur) inhuurden, kwam de doorbraak van The Dells. Het album There Is bevatte vier hitsingles, waaronder een remake van Stay in my Corner, die een positie opeiste aan de top van de r&b-hitlijst en een top 10-klassering in de pophitlijst. Always Together (1968) bracht vier verdere hits en Love is Blue (1969) bevatte een remake van Oh What a Nite, dat eenzelfde succes was als de Stay in my Corner-remake. Aan het begin van de jaren 1970 begon Miller zich bezig te houden met andere projecten, zodat Stepney producent werd van het werk Freedom Means (1970). De ballade The Love We Had (Stays on my Mind) uit het album werd een hit. In 1972 brachten The Dells een album op de markt met interpretaties van Dionne Warwick-songs. Met Don Davis als nieuwe producent hadden The Dells met Give Your Baby a Standing Ovation (1973) hun eerste miljoenenseller. Na enkele verdere hits verliet de groep Cadet Records in 1975 en wisselde naar Mercury Records.
Aangezien de tijd bij Mercury Records amper succes voortbracht, werd in 1978 opnieuw van label gewisseld, deze keer naar ABC Records. Echter ook daar werd geen succes geboekt en The Dells tekenden bij 20th Century Records. Het door Eugen Records geproduceerde I Touched a Dream (1980) kreeg uitstekende kritieken en oogstte ook weer grotere successen. Bij de daaropvolgende lp Whatever Turns You On verminderde het succes weer zienderogen en trokken The Dells zich weer terug uit de studio. In 1988 verscheen het album Second Time, dat flopte. Aan het begin van de jaren 1990 contracteerde Robert Townsend The Dells dan voor zijn film The Five Heartbeats, die ging over een fictieve zanggroep. The Heart is a House For Love van de soundtrack werd in 1991 een kleine hit. In 1992 verscheen een verder album I Salute You bij Zoo Records, dat ondanks tijdgerelateerde muziek flopte. Tijdens de daaropvolgende jaren waren The Dells meestal op tournee. In 2000 verscheen met Reminiscing weer een nieuw album. In 2004 werd de groep opgenomen in de Rock and Roll Hall of Fame.

## Overlijden
De groep bleef optreden tot 2012. Stichtend lid Marvin Junior overleed een jaar later op 77-jarige leeftijd. In 2009 reeds was Johnny Carter op 75-jarige leeftijd overleden. Medeoprichter Johnny Funches overleed in 1998, hij had de groep al in 1960 verlaten. Chuck Barksdale overleed in mei 2019, hij werd 84 jaar.

## Discografie

### Singles
- 1954: Darling I Know (als The El Rays)
- 1955: Tell the World
- 1955: Zing Zing Zing
- 1956: Movin' On
- 1956:	Oh What a Nite
- 1957: Pain in My Heart
- 1957: Q-Bop She-Bop (Cubop Chebop)
- 1957: Why Do You Have to Go
- 1958: I'm Calling
- 1958: The Springer
- 1958: Wedding Day
- 1959: Dry Your Eyes
- 1960: Oh What a Nite / I Wanna Go Home
- 1961: Swingin' Teens
- 1962: God Bless the Child
- 1962:	The (Bossa Nova) Bird
- 1963: Baby, Open Up Your Heart
- 1963: Goodbye Mary Ann
- 1963: Hi Diddley Dee Dum Dum (It's a Good Good Feelin')
- 1964: I Wanna Go Home (met Al Smith's Orchestra)
- 1964: Oh What a Good Nite / Wait Till Tomorrow
- 1964: Shy Girl
- 1965: Hey Sugar (Don't Get Serious)
- 1965:	Stay in My Corner
- 1966: Run for Cover
- 1966: Thinkin' About You
- 1967: Inspiration
- 1967:	O-O, I Love You
- 1968:	Always Together
- 1968:	Does Anybody Know I'm Here
- 1968:	Stay in My Corner (nieuwe versie)
- 1968:	There Is
- 1968:	Wear It on Our Face
- 1969:	Hallways of My Mind (B-kant van I Can't Do Enough)
- 1969:	I Can Sing a Rainbow /Love Is Blue (Medley)
- 1969:	I Can't Do Enough
- 1969:	Oh, What a Night (nieuwe versie)
- 1969:	On the Dock of the Bay
- 1970:	Long Lonely Nights
- 1970:	Oh What a Day
- 1970:	Open Up My Heart / Nadine
- 1971:	The Glory of Love
- 1971:	The Love We Had (Stays on My Mind)
- 1972: Walk On By
- 1972:	It's All Up to You
- 1972:	Just as Long as We're in Love
- 1972:	Oh, My Dear (B-kant van It's All Up to You)
- 1973:	Give Your Baby a Standing Ovation
- 1973:	I Miss You
- 1973:	My Pretending Days Are Over
- 1974:	Bring Back the Love of Yesterday (B-kant van Learning to Love You Was Easy)
- 1974:	I Wish It Was Me You Loved
- 1974:	Learning to Love You Was Easy (It's So Hard Trying to Get over You)
- 1975:	Love Is Missing from Our Lives (met The Dramatics)
- 1975:	The Glory of Love (lange versie)
- 1975:	We Got to Get Our Thing Together
- 1976:	No Way Back
- 1976:	Slow Motion
- 1976:	The Power of Love
- 1977:	Betcha Never Been Loved (Like This Before)
- 1977:	Our Love
- 1977:	Rich Man, Poor Man (Peace)
- 1977:	They Said It Couldn't Be Done, but We Did It!
- 1978: I Wanna Testify
- 1978:	Private Property
- 1978:	Super Woman
- 1979:	(You Bring Out) The Best in Me
- 1980:	I Touched a Dream
- 1980:	All About the Paper (B-kant van I Touched a Dream)
- 1980:	Passionate Breezes
- 1981: Happy Song
- 1981: Your Song
- 1984:	Love On
- 1984:	One Step Closer
- 1984:	You Just Can't Walk Away
- 1989:	Thought of You Just a Little Too Much
- 1991: My Lady, So Perfect for Me
- 1991: That's How Heartaches Are Made
- 1991:	A Heart Is a House for Love
- 1992:	Come and Get It
- 1992:	Oh My Love

### Albums
Cadet Records
- 1968:	There Is
- 1969:	The Dells Musical Menu / Always Together
- 1969:	Love Is Blue
- 1970:	Like It Is, Like It Was
- 1971:	Freedom Means
- 1972:	Sing Dionne Warwicke's Greatest Hits
- 1972:	Sweet as Funk Can Be
- 1973:	Give Your Baby a Standing Ovation
- 1973:	The Dells
- 1974:	The Dells vs. The Dramatics
- 1974:	The Mighty Mighty Dells
- 1975:	We Got to Get Our Thing Together

Mercury Records
- 1976:	No Way Back
- 1977:	They Said It Couldn't Be Done, but We Did It!
- 1978:	Love Connection

ABC Records
- 1978:	New Beginnings
- 1979:	Face to Face

20th Century Records
- 1980:	I Touched a Dream

Private Records
- 1984:	One Step Closer

Veteran Records
- 1989:	The Second Time

Label niet bekend
- 1959: Oh, What a Nite
- 1965: It's Not Unusual
- 1974: In Concert
- 1981: Whatever Turns You On
- 1992: I Salute You
- 2000: Reminiscing
- 2008: Then and Now

### Compilaties
- 1968: Stay in My Corner
- 1969:	The Dells Greatest Hits
- 1972: The Best of the Dells
- 1975:	The Dells Greatest Hits Volume 2
- 1977: Cornered (2 lp's)
- 1982: The Dells
- 1983: Rockin' on Bandstand
- 1984: Breezy Ballads & Tender Tunes
- 1985: From Streetcorner to Soul
- 1988: Vintage Gold (mini-album)
- 1989: Oh What a Night
- 1995: Passionate Breezes: The Best of 1975–1991
- 1997: On Their Corner: The Best of the Dells
- 1998: The Great Ballads
- 1999: Anthology (2 cd's)
- 2000: The Best of the Dells
- 2000: The Very Best of the Dells
- 2004: Ultimate Collection
- 2006: It's Not Unusual: The Very Best of the Vee Jay Years 1955–1965
- 2007: Standing Ovation: The Very Best of 1966–1981 (2 CD's)
- 2007: The Best of the Vee-Jay Years
- 2015: The Complete Early Singles Collection